# Samir Handanović
Samir Handanovič (14 de juliol de 1984) és un exfutbolista i entrenador de futbol eslovè. Com a jugador, feia de porter. Actualment i des de 2024 entrena actualment el Inter de Milà sub-17.

## Trajectòria
Handanovič va començar la seva carrera a Domžale. Va signar per l'Udinese Calcio l'estiu del 2004. Va ser cedit a Treviso l'estiu del 2005, però el gener de 2006 va ser intercanviat amb Matteo Serení del Lazio.
El juliol de 2006, va ser cedit a Rimini, juntament amb altres jugadors en préstec, Digão de l'AC Milan i Ahmed Barusso de l'AS Roma. El club va acabar cinquè a la Sèrie B i va concedir el menor nombre de gols a la lliga(4). Va tornar a l'Udinese Calcio l'estiu del 2007, on va reemplaçar a Morgan De Sanctis, i va signar un contracte nou i millorat, que durarà fins al 30 de juny de 2012. Va firmar el contracte juntament als seus companys d'equip Asamoah Gyan i Fabio Quagliarella.
Handanovič és tot un ídol a Eslovènia. Amb els seus quasi dos metres d'alçada, s'acosta al perfil d'un porter d'handbol. Després de passar sis anys al futbol italià s'ha consolidat com un dels porters més fiables de la categoria. Les seves aturades i la seva seguretat van ser una de les claus per entendre la classificació d'Eslovènia a la fase final de la Copa del Món 2010

## Vida personal
El seu cosí gran, Jasmin Handanović ha jugat al FC Koper abans de passar a l'AC Mantova el 2007. Tots dos són porters de l'equip nacional d'Eslovènia.

## Palmarès
FC Inter de Milà
- 1 Serie A: 2020-21
- 2 Copes italianes: 2021-22, 2022-23
- 2 Supercopes italianes: 2021, 2022

### Individual
- 3 Futbolista eslovè de l'any: 2009,[1] 2011,[1] 2012[1]
- 3 Equip de l'any de la Serie A: 2010-11, 2012-13,[2] 2018-19[3]
- 3 Millor porter de l'any per la Federació Italiana de Futbol: 2011, 2013, 2019[4][5][6]
- 1 Millor porter de la Serie A: 2018-19[7]
- 1 Equip de l'any de la Lliga Europa de la UEFA: 2019-20[8]